# Jonathan Ricquebourg
Jonathan Ricquebourg (geboren im 20. Jahrhundert) ist ein französischer Kameramann.

## Leben und Werk
Während seiner Ausbildung an der École Louis-Lumière drehte Ricquebourg 2011 den Kurzfilm Les Corps patientes (18') über an Alzheimer Erkrankte in einem Pflegeheim. Nach Abschluss seines Studiums 2013 hatte er zunächst verschiedene Jobs bei französischen Produktionsfirmen, u. a. als Assistent des Kameramanns und im Bereich Lichttechnik.
2014 hatte der Film Brüderbande von Jean-Charles Hue, einer der ersten Filme mit Ricquebourg als verantwortlichem Kameramann, in Cannes Premiere und wurde mit dem Prix Jean Vigo und auf dem Torino Film Festival ausgezeichnet. Ricquebourg arbeitete in diesem Film zum ersten Mal mit dem Coloristen Yov Moor zusammen, den er als „seinen rechten Arm“ bezeichnet. Seit diesem Zeitpunkt gibt es eine kontinuierliche Zusammenarbeit zwischen Ricquebourg und seinem Coloristen. Der folgende Kurzfilm Agosto (2015) von Adriano Valerio und Eva Jospin wurde am Milano Filmfestival 2015 mit den Prix de la Meilleure image ausgezeichnet. 2015 erhielt Ricquebourg für Banat, Il viaggio, der in Venedig Premiere hatte, den Preis für die beste Cinematografie an den Filmfestivals in Tirana und Toronto.
Zwischen 2015 und 2018 filmte er eine Reihe von Dokumentarfilmen. 2016 wurde er für The Challenge von Yuri Ancarani, ein Film über saudische Superreiche und ihre Lust an der Falkenjagd, mit dem Cinema Eye Honors Award und in Locarno mit dem Spezialpreis der Jury ausgezeichnet. 2016 hatte Gorge coeur ventre, der Erstlingsfilm von Maud Alpi, ebenfalls in Locarno Premiere. Der Film, eine Mischung aus Dokumentarfilm und Fiktion erzählt „in wunderschön verstörenden Bildern“, eine Geschichte von der Beziehung zwischen Mensch und Tier, und brachte Ricquebourg 2017 den Golden Dragon am Ferrara Film Festival und eine Nominierung für den Golden Frog (Camerimage) ein. 
Für den Film Der Tod von Ludwig XIV. von Albert Serra und mit Jean-Pierre Léaud in der Titelrolle, der am 16. Mai 2016 in Cannes Premiere hatte, wurde Ricquebourg mit dem Prix Lumières ausgezeichnet. Jean-Bernard Malin, der vorher nur die Kurzfilme La Peau dure (2007) und La Fugue (2013), die beide vielfach mit Filmpreisen ausgezeichnet worden waren, gedreht hatte, engagierte ihn 2018 für seinen ersten Langfilm, Shéhérazade. Shéhérazade wurde 2018 in Cannes im Rahmen der Semaine de la crtique vorgestellt und anschließend auf weiteren Festivals gezeigt, wo er mehrere Nominierungen bzw. Preise erhielt. 2023 arbeitete Ricquebourg ein zweites Mal mit Malin in dessen, ausschließlich mit Laienschauspielern besetzem Spielfilm Salem zusammen, der in Cannes für den Wettbewerb Un certain regard nominiert war.
2023 hatte der Film Geliebte Köchin von Anh Hung Tran in Cannes Premiere. Ricquebourg gewann den Boston Society of Film Critics Award und erhielt eine César-Nominierung. In einem Interview mit Max Weinstein für die American Society of Cinematographers gibt Ricquebourg am Beispiel dieses Films einen kleinen Einblick in die Zusammenarbeit mit seinem Coloristen beim Prozess des Filmens, dem Einsatz von Filtern, dem Einsatz von Baselight beim Ausleuchten der Szenen, und über den Feinschliff während der Postproduktion.
Ricquebourg ist Mitglied der Association Française des directeurs de la photographie Cinématographique.

## Preise und Auszeichnungen
Jonathan Ricquebourg hat bisher sechs Filmpreise gewonnen und wurde für sieben weitere nominiert.

## Filmografie (Auswahl)
- 2014: Brüderbande (Mange tes morts - Tu ne diras point), Regie: Jean-Charles Hue
- 2015: Agosto, Kurzfilm, Regie: Adriano Valerio und Eva Jospin
- 2015: Banat, Il Viaggio, Regie: Adriano Valerio
- 2016: Der Tod von Ludwig XIV. (La mort de Louis XIV), Regie: Albert Serra
- 2017: Gorge cœur ventre, Regie: Maud Alpi
- 2018: Shéhérézade, Regie: Jean-Bernard Marlin
- 2018: La Veillée, Regie: Jonathan Millet
- 2019: L’Angle mort, Regie: Pierre Trividic und Patrick Mario Bernard
- 2019: Seule à mon mariage, Regie: Marta Bergman
- 2020: Tijuana Bible, Regie: Jean-Charles Hue
- 2021: Tralala, Regie: Arnaud und Jean-Marie Larrieu
- 2022: Coupez!, Regie: Michel Hazanavicius,
- 2023: Earwig, Regie: Lucile Hadzihalilovic
- 2023: Salem, Regie: Jean-Bernard Marlin
- 2023: Geliebte Köchin (La passion de Dodin Bouffant), Regie: Trần Anh Hùng
- 2023: Voyage en Italie, Regie: Sophie Letourneur
- 2025: La tour de glace, Regie: Lucile Hadzihalilovic